# Gabínia d'usures
La lex Gabínia d'usures (Gabinia de usuris) va ser una llei romana establerta l'any 66 aC (685 de la fundació de Roma) a proposta del tribú de la plebs Aule Gabini. Prohibia donar en usura a Roma diners a un llegat provincial perquè no pogués influir en favor dels usurers; imposava penes tant a l'usurer com al provincial creditor. Alguns pensen de forma infundada que gràcies a aquesta llei la usura va reduir el tipus d'interès a l'1%.